# Берёзов, Ефим Львович
Берёзов Ефим Львович (1895 — 1958) — советский хирург, доктор медицинских наук, заслуженный деятель науки РСФСР.

## Биография

Мемориальная табличка

Учился в Цюрихском и Петроградском университетах. После революции 1917 года уехал в Саратов.
В 1919 году окончил медицинский факультет Саратовского университета. После работал в клиниках Пётра Александровича Герцена в Москве и Сергея Ивановича Спасокукоцкого в Саратове. В 1927 году Берёзов изучал хирургию в австрийских клиниках. С 1930 года стал работать профессором хирургической клиники Астраханского медицинского института. В 1937-1958 годах возглавлял факультетскую хирургическую клинику Горьковского медицинского института.
Березов написал около 160 научных работ, включая 8 монографий, которые были посвящены  хирургии желудка. В 1933 году он опубликовал монография о гастрэктомии в хирургии рака желудка. Также разработал технику комбинированных операций при раке желудка и показания к ним. Затем создал классификацию показаний к операции при язвенной болезни. Позже разработал тактику лечения гастро-дуоденальных кровотечений, которая применяется во многих лечебных учреждениях. Он первым в стране применил хирургическое лечение хронической коронарной недостаточности. В 1957 году он впервые осуществил операцию абдоминализации сердца при хронической коронарной недостаточности (операция Рейнберга — Березова), которую до него предложил Г. А. Рейнберг. Ряд его работ посвящен проблемам хирургии печени, переливания крови, ведению послеоперационного периода. Под его руководством было защищено около 60 диссертационных работ, включая 13 докторских. Он также был заместителем председателя Всероссийского общества хирургов.
Является автором и редактором многих статей по хирургии во втором издании БМЭ.

## Научные работы
- О функциях селезенки, 1925
- О послеоперационном ацидозе, его профилактике и лечении инсулином и глюкозой, 1928
- Тотальная резекция желудка», 1933
- Хирургия желудка и двенадцатиперстной кишки, Болезни оперированного желудка и их лечение, 1940

## Награды
- два ордена Красной Звезды

19 февраля 1948 года стал заслуженным деятелем науки РСФСР.

## Память
- Мемориальная доска по адресу: Нижний Новгород, Канавинский район, улица Октябрьской революции, дом 6

В честь него была названа городская клиническая больница № 7.